# Consolamentum
El consolamentum (llatí, consolament) era la principal pràctica ritual del catarisme, el sagrament baptismal dels càtars que es va desenvolupar al sud de França entre la segona meitat del segle xii i el final del segle xiii. A diferència del corrent principal del cristianisme, el baptisme utilitzat per la majoria dels càtars no requeria la presència d'aigua, sinó només les paraules del ritu, la imposició de les mans i la col·locació del llibre de l'Evangeli atribuït a Sant Joan sobre el cap dels batejats.
Segons els albigesos i els altres càtars, consistia al mateix temps en el baptisme de l'Esperit Sant, en la recepció de tots els dons espirituals, en l'atribució del poder de vincular-se i dissoldre, en l'absolució de tots els pecats comesos, en la regeneració baptismal, i en l'ordenació sacerdotal.

## Orígens i mètodes del ritu
En analogia amb altres comunitats cristianes primerenques (mancades d'una autoritat central en matèria de religió), el ritual era molt divers. Hi va haver alguns que utilitzaven tot el Nou Testament, mentre que altres empraven només el llibre de Sant Joan. També hi va haver alguns casos en què es va utilitzar l'aigua amb molta abundància, amb el resultat de mullar completament els qui rebien el sagrament, mentre es mencionava el nom de Crist en comptes dels noms de la Trinitat, en què els càtars no creien (la seva Cristologia s'assemblava al monarquianisme modal a Occident i a l'adopcionisme a Orient).
El ritu començava amb una lectura en veu alta de l'Evangeli de Joan, des del seu inici «Al principi existia la Paraula...» (Jn 1,1) fins al final del primer capítol «...però la gràcia i la veritat han vingut per Jesucrist» (Jn 1,17).
La imposició de les mans sempre era un component de la cerimònia. Alguns historiadors han dit que sovint hi havia diverses expressions extàsiques durant la cerimònia, que consistien, per exemple, en la glossolàlia, és a dir, parlar en llenguatges desconeguts, el que exigia que el ritual es realitzés en secret i amb una gran circumspecció, ja que l'ocurrència d'aquests fenòmens fora de l'Església es considerava bruixeria i, si es descobria, era castigat amb la mort.
L'acte del Consolamentum se celebrava només una vegada, encara que el sagrament s'administrava en dues circumstàncies diferents:
- Baptisme dels Perfectes: era només per als més convençuts i compromesos entre els fidels. Era administrat a adults d'ambdós sexes que aspiraven a la vida ascètica, i un cop batejats es convertien en Perfectes. Se suposava que havien de ser vegetarians, viure en el celibat, i dedicar la seva vida a viatjar i ensenyar les doctrines dels càtars. A partir del que s'informa en les històries dels càtars, se sap que eren persones amb una vida molt virtuosa i que posaven un gran èmfasi en la vida santa. Aquests Perfectes van ser els guies de les comunitats de càtars i dels albigesos (aquests últims eren una branca dels càtars que vivien al sud de França, però molts utilitzen el terme «albigesos» per referir-se als individus de les comunitats càtars amb una concepció menys dualista i més com a l'ortodòxia cristiana). A alguns els sembla que el sagrament cristià de l'ordenació sacerdotal sembla haver evolucionat a partir d'una pràctica similar a les primeres comunitats cristianes.
- Baptisme dels moribunts: la major part de la població rebien el Consolamentum fins que morien. Per rebre el consolamentum, la persona moribunda havia d'estar perfectament conscient (capaç de recitar el Parenostre), però les persones que tenien amenaçada la seva vida (com els soldats, per exemple) podien demanar a la convenenza, que els permetia ser consolats encara que estiguessin inconscients. Un cop rebut, s'aplicava les mateixes regles aplicades als Perfectes, encara que, òbviament, no es pretenia que comencessin a viatjar i predicar aixecant-se del llit de mort. D'altra banda, hi ha alguna hipòtesi que el sagrament cristià de la Unció dels malalts pot haver evolucionat d'alguna cosa similar al Consolamentum. Aquesta pràctica permetia que la majoria dels fidels visquessin una vida bastant normal, rebent el sagrament poc temps abans de morir. Segons alguns casos coneguts de l'últim període del catarisme, quan un pacient greument malalt rebia el Consolamentum i estava segur d'estar a prop de la mort, podia decidir iniciar voluntàriament un dejuni consistent en l'abstinència total de menjar i beure, anomenat endura, que era una forma extrema de negació de si mateix i de separació del món material, que per la concepció càtara va ser creat i era dominat pel Diable.[1] Es creia àmpliament que aquest sacrifici final asseguraria la reunificació de l'ànima amb el Déu del bé.